# Copenhagen Cowboy
Copenhagen Cowboy est une mini-série danoise crée et réalisée par Nicolas Winding Refn.

## Synopsis
Une jeune marginale énigmatique nommée Miu, dont on dit qu'elle est medium et porte-bonheur, revient à Copenhague pour un motif inconnu. Elle plonge dans le monde de la criminalité.

## Distribution
Sauf indication contraire, les informations mentionnées dans cette section peuvent être confirmées par la base de données cinématographiques IMDb,  présente dans la section « Liens externes ».
- Angela Bundalovic : Miu
- Andreas Lykke Jørgensen : Nicklas
- Li Li Zhang : Jang « mère Hulda »
- Zlatko Burić : Miroslav
- Jason Hendil-Forssell : M. Chiang
- Hok Kit Cheng : Ying
- Fleur Frilund : Jessica

## Accueil
Charles Bramesco pour The Guardian a donné à la série la note de 3/5.